# القمة التاسعة والثلاثون لمجموعة الثماني
عُقدت القمة التاسعة والثلاثون لمجموعة الثماني (39th G8 summit) في 17-18 يونيو 2013، في منتجع Lough Erne، وهو فندق ومنتجع للجولف من فئة الخمس نجوم على شاطئ Lough Erne في مقاطعة Fermanagh، أيرلندا الشمالية، المملكة المتحدة. كانت هذه هي القمة السادسة لمجموعة الثماني التي تعقد في المملكة المتحدة والأولى التي تعقد في أيرلندا الشمالية. عُقدت مؤتمرات قمة مجموعة الثماني السابقة التي استضافتها المملكة المتحدة في لندن (1977 و 1984 و 1991) وبرمنغهام (1998) وجلينيجلز (2005).
وكان الموضوع الرسمي للقمة هو التهرب الضريبي والشفافية. ومع ذلك سيطرت الحرب الأهلية السورية على المناقشات. تم الاتفاق على خطة من سبع نقاط حول سوريا بعد الكثير من النقاش. وشملت الاتفاقيات الأخرى طريقة لأتمتة تبادل المعلومات الضريبية، والقواعد الجديدة لشركات التعدين، والتعهد بإنهاء مدفوعات الإفراج عن ضحايا الاختطاف. اتفقت الولايات المتحدة والاتحاد الأوروبي على بدء محادثات نحو اتفاقية تجارية واسعة.

## نظرة عامة
كانت مجموعة الستة (G6)، التي بدأت عام 1975 منتدى غير رسمي ضم رؤساء أغنى البلدان الصناعية: فرنسا وألمانيا وإيطاليا واليابان والمملكة المتحدة والولايات المتحدة. أصبحت هذه المجموعة المختارة مجموعة السبعة (G7) منذ عام 1976 عندما انضمت كندا. تم تشكيل مجموعة الثمانية مع إضافة روسيا في عام 1997. بالإضافة إلى ذلك تم تضمين رئيس المفوضية الأوروبية رسميًا في مؤتمرات القمة منذ عام 1981. لم يكن القصد من مؤتمرات القمة ربطها رسميًا بمؤسسات دولية أوسع؛ وفي الواقع، كان الخروج على الشكليات القاسية للاجتماعات الدولية الأخرى جزءًا من أسباب التعاون بين الرئيس الفرنسي جيسكار ديستان والمستشار الألماني هيلموت شميت أثناء تصوره للقمة الأولية لمجموعة الدول الست في عام 1975.
كانت قمة مجموعة الثماني خلال القرن الحادي والعشرين سببا في مناظرات واحتجاجات وتظاهرات واسعة النطاق. وأصبح الحدث الذي يستمر يومين أو ثلاثة أيام كبير من حجمه، مما يؤدي إلى رفع المشاركين للقضايا كنقاط محورية لضغط الناشطاء.
يتم تقييم الشكل الحالي لمجموعة الثماني. تعزو بعض التقارير مقاومة القوى الأصغر نسبيًا مثل المملكة المتحدة وكندا واليابان، الذين يقال إنهم يدركون خفض مكانتهم العالمية. وبالتالي قد يكون انعقاد منتدى أكبر للحوكمة العالمية أكثر انعكاسًا للعالم الحالي متعدد الأقطاب.
هناك عملية تحول في المنتدى عن طريق توسيع العضوية وتغييرات أخرى.

## المكان والأخطار المحلية

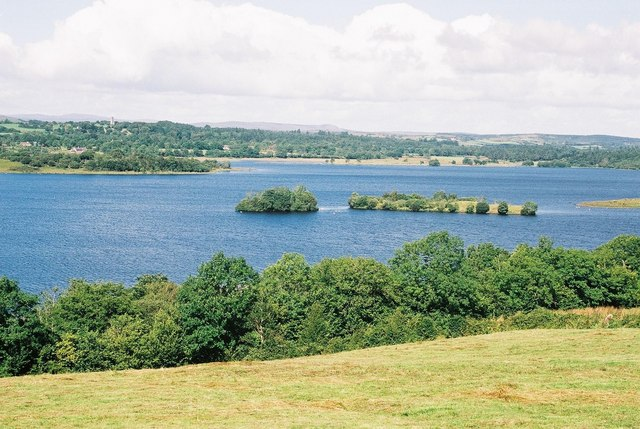
لو ارن Lough Erne

أعلن رئيس الوزراء البريطاني ديفيد كاميرون تاريخ وموقع القمة في نوفمبر 2012. وفقا لمارك سيمبسون مراسل بي بي سي في أيرلندا، اختارت الحكومة البريطانية فيرماناغ لسببين رئيسيين: التاريخ والجغرافيا. منذ تشكيل أيرلندا الشمالية في عام 1921، كان هناك توتر وعنف بين الطائفتين الرئيسيتين. يريد المجتمع الوحدوي / الموالي (ومعظمهم من البروتستانت) أن تظل أيرلندا الشمالية داخل المملكة المتحدة، بينما يريد المجتمع القومي / الجمهوري الأيرلندي (ومعظمهم كاثوليك) أن يغادر المملكة المتحدة وينضم إلى أيرلندا الموحدة. من أواخر الستينيات وحتى أواخر التسعينيات، تورطت هاتان الطائفتان والدولة البريطانية في صراع عرقي قومي يعرف باسم " نزاع شمال أيرلندا"، قتل فيه أكثر من 3500 شخص. أدت عملية السلام إلى اتفاق بلفاست ووقف إطلاق النار من قبل الجماعات شبه العسكرية المعنية (مثل الجيش الجمهوري الايرلندي المؤقت، أولستر المتطوعين). حكومة حزب المحافظين لديفيد كاميرون هي حكومة وحدوية. وبإقامة القمة في أيرلندا الشمالية يأمل كاميرون في إرسال رسالة إلى بقية العالم تفيد بأن عملية السلام قد نجحت وأن الحياة الطبيعية قد عادت ". السبب الثاني هو الجغرافيا. فقد رافقت مؤتمرات قمة مجموعة الثماني دائمًا تنظيم مظاهرات كبيرة، لكن جغرافية فيرمانغ ستجعل من الصعب على المحتجين تنظيم ذلك، إذ يحيط بها الماء، كما أن جميع الطرق التي تصل إلى 30 ميل تقريبًا هي ممرات فردية.

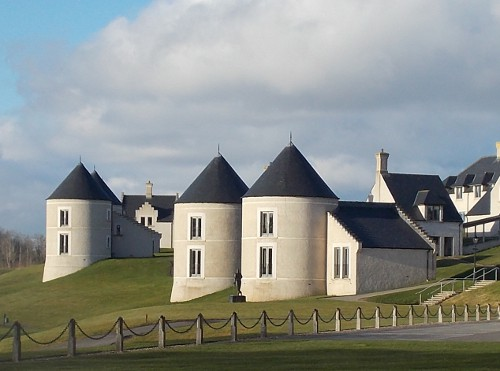
المساكن في منتجع Lough Erne

انتقد البعض قرار عقد القمة في أيرلندا الشمالية، بسبب الاحتجاجات المستمرة والعنف على نطاق واسع من جانب الجمهوريين والموالين على حد سواء. فمنذ دعا الجيش الجمهوري الايرلندي المؤقت إلى وقف إطلاق النار في نهاية الاضطرابات، واصلت الجماعات الجمهورية المنشقة حملتها شبه العسكرية. المجموعات الرئيسية المشاركة في هذه الحملة منخفضة الكثافة هي Real IRA و Continuity IRA و laglaigh na hÉireann . توقعت مصادر أمنية أن هذه الجماعات ستحاول شن هجوم خلال القمة، والتي «ستختطف عناوين الصحف العالمية».
في 23 مارس 2013، تم نزع فتيل سيارة مفخخة على مسافة 16 ميل (26 كـم) من منتجع Lough Erne. وقالت الجماعة الجمهورية أغلاغ نا هيريان إنها خططت لتفجيرها في الفندق لكن عليها أن تتوقف عن الهجوم.
كان هناك أيضا احتمال حدوث اضطراب وعنف بين الموالين والقوميين. انعقدت القمة خلال موسم المسيرة، حيث تعقد المجموعات البروتستانتية والموالاة (مثل النظام البرتقالي) مسيرات في جميع أنحاء أيرلندا الشمالية. فيصبح الوضع متوترًا في أيرلندا الشمالية وغالبًا ما ينتج عنه اشتباكات بين الطائفتين الرئيسيتين. منذ ديسمبر 2012، نظم الموالون احتجاجات يومية في الشوارع. أثارت بعض هذه الاحتجاجات أعمال شغب. ناقش المتظاهرون إجراء احتجاج على يونيون جاك في قمة مجموعة الثماني.

## الاستعدادات الأمنية

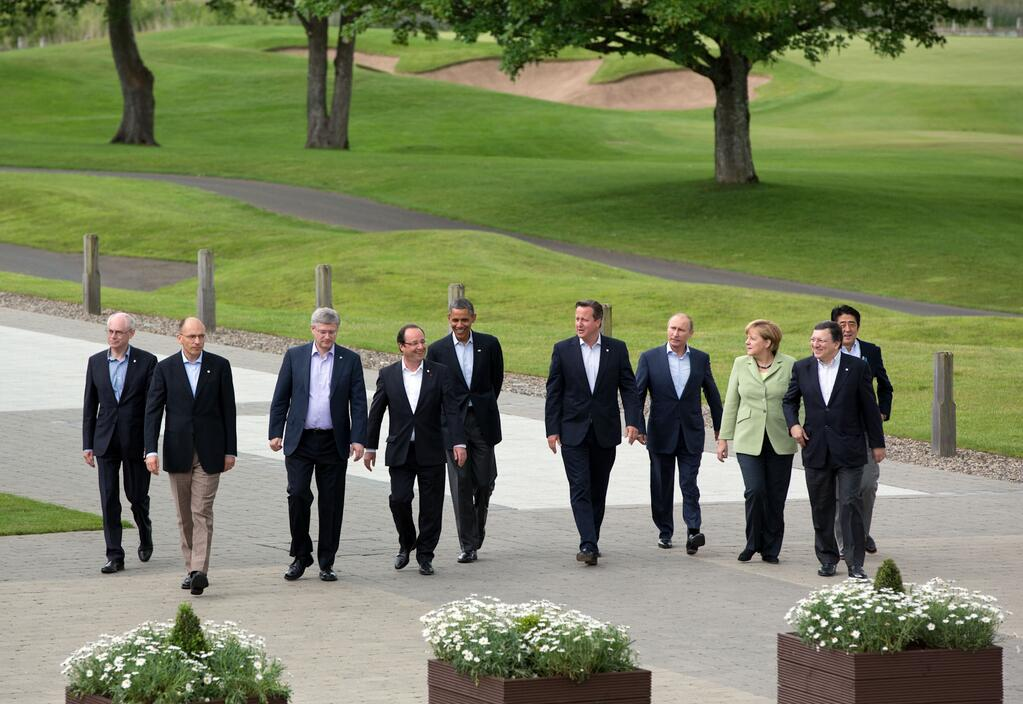
قادة مجموعة الثماني (من اليسار إلى اليمين): هيرمان فان رومبوي ، إنريكو ليتا ، ستيفن هاربر ، فرانسوا هولاند ، باراك أوباما ، ديفيد كاميرون ، فلاديمير بوتين ، أنجيلا ميركل ، خوسيه مانويل باروسو وشينزو آبي.

شنت دائرة الشرطة في أيرلندا الشمالية (PSNI) عملية أمنية ضخمة في مقاطعة فيرماناغ، في مطار بلفاست الدولي (حيث وصل العديد من قادة مجموعة الثماني) وفي بلفاست. شارك في عملية الشرطة حوالي 8000 ضابط: 4500 من PSNI و 3500 الذين تم تجنيدهم من أجزاء أخرى من المملكة المتحدة. كما تم تدريبهم على تكتيكات مكافحة الشغب وقيادة المركبات المدرعة. كان منتجع Lough Erne محاطًا بسياج معدني طوله أربعة أميال وأسلاك شائكة. أصبح Lough Erne محظورًا على عامة الناس، وتم تحويل ممر جوي بين بلفاست والمنتجع إلى منطقة حظر طيران خلال القمة. تم استخدام مروحيات شينوك التابعة للجيش البريطاني وميرلين لمرافقة القادة السياسيين ومرافقيهم من وإلى المنتجع. كما اشترت PSNI طائرات استطلاع بدون طيار للمساعدة في مراقبة القمة، بينما في بلفاست تم حراسة المباني التاريخية على مدار الساعة.
وقالت PSNI إنها «ستدعم الحق في الاحتجاج السلمي» ولكن ستكون هناك «عواقب» لأي محتجين ينتهكون القانون. تم تخصيص أكثر من 100 زنزانة في سجن آيرلندا الشمالية شديد الحراسة، ماغيري، لأي متظاهرين عنيفين، وتم بناء كتلة زنزانة مؤقتة في أوماغ. يُنقل أي شخص يُقبض عليه أثناء الاحتجاجات في المنتجع أو بالقرب منه إلى مركز أوماغ لاستجوابه واحتجازه قبل الذهاب إلى المحكمة. تم وضع 16 قاضياً على أهبة الاستعداد لرئاسة جلسات المحكمة الخاصة. قالت مديرة PSNI بولا هيلمان «سنكون قادرين على التعامل مع أي شخص محتجز، واستجوابه إذا لزم الأمر، وتوجيه الاتهام، والمثول أمام المحكمة في وقت قصير للغاية، في غضون ساعات». كانت بعض جماعات الاحتجاج تخشى من أن تستخدم PSNI تهديد الجيش الجمهوري المنشق كذريعة لاتخاذ تدابير قمعية ضد المحتجين. أرسلت لجنة إقامة العدل (CAJ) مراقبين لحقوق الإنسان لمراقبة PSNI. وقال نائب مدير CAJ دانييل هولدر إن منظمته «تعارض بحزم وبشكل مطلق استخدام الرصاص البلاستيكي»، الذي قال إنه تم إطلاقه في 12 مناسبة في أيرلندا الشمالية خلال العام السابق.
في جمهورية أيرلندا، شن ما يقرب من 1000 ضابط من غاردا سيوشانا عملية أمنية على طول الحدود. كانت وحدات غاردا تدير ثماني نقاط تفتيش حدودية مؤقتة مدعومة من الجيش الأيرلندي. تم نشر الفريق التكتيكي لنخبة Garda ، ووحدة الاستجابة للطوارئ (ERU)، وقوات العمليات الخاصة التابعة لقوات الدفاع، الجناح الحارس للجيش (ARW)، على الأرض والمياه لتأمين الحدود من المعابر غير المصرح بها. بقيت بعض الوفود التي حضرت القمة في الجمهورية، وأعلن المتظاهرون عزمهم على تنظيم مظاهرات في دبلن. كما هو الحال في أيرلندا الشمالية، تم إنشاء محكمة خاصة في الجمهورية للتعامل مع المحتجين الذين تم اعتقالهم هناك. عملت المحكمة ليلا ونهارا في سجن كلوفرهيل في دبلن. وبعد ذلك يتم نقل المشتبه بهم الذين احتُجزوا في الحجز عبر نفق من المحكمة إلى السجن المجاور. وفي الوقت نفسه تم نشر السفن الحربية الأمريكية قبالة ساحل مقاطعة دونيجال وفي البحر الأيرلندي كتدابير أمنية.
كان من المتوقع أن تبلغ تكلفة القمة حوالي 60 مليون جنيه إسترليني. تدفع حكومة أيرلندا الشمالية 6 ملايين جنيه إسترليني وتدفع الحكومة البريطانية الباقي.

## القادة في القمة

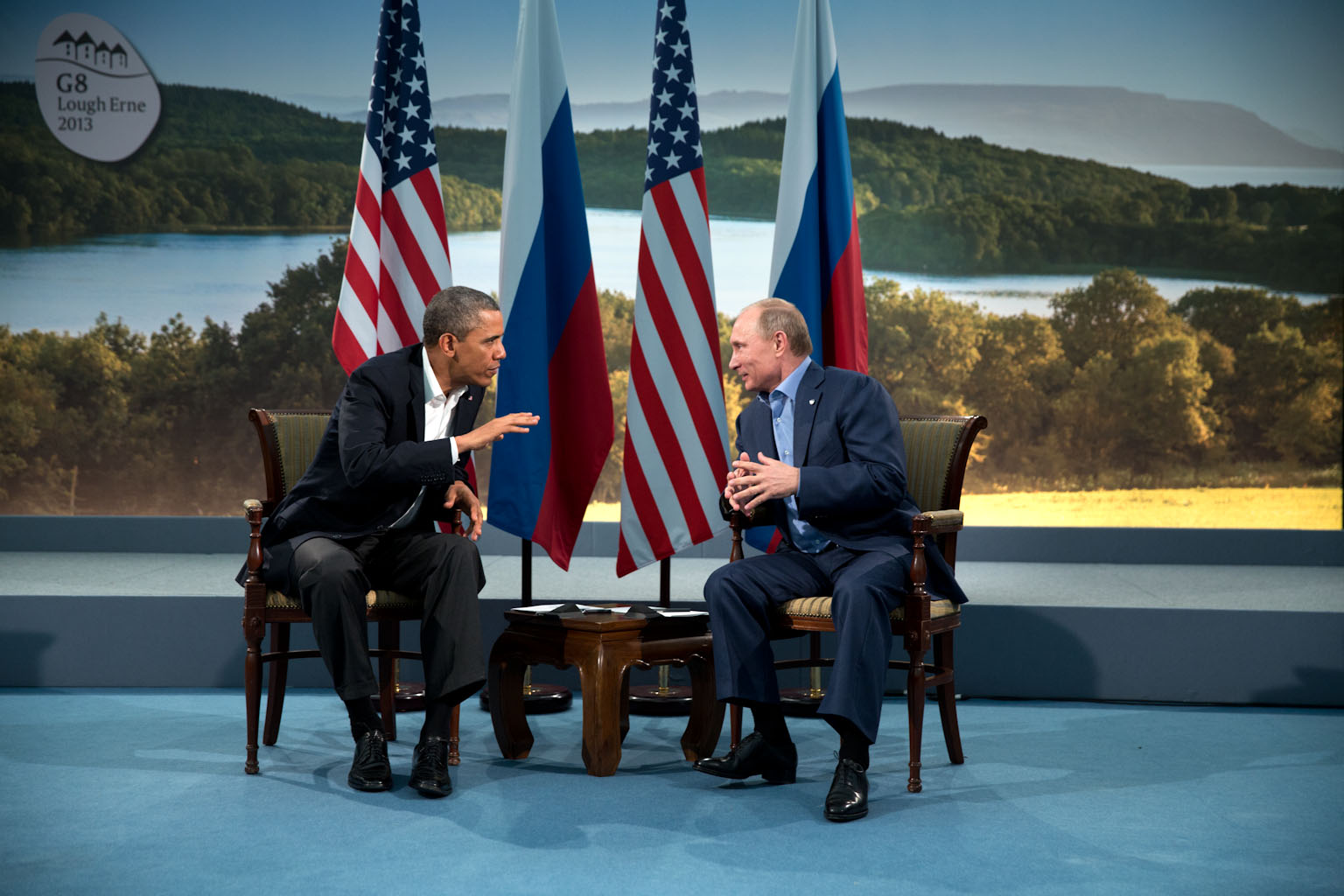
باراك أوباما مع فلاديمير بوتين في القمة.

وكان من بين الحاضرين قادة الدول الثماني الأعضاء في مجموعة الثماني، بالإضافة إلى ممثلين عن الاتحاد الأوروبي. تتم دعوة عدد من القادة الوطنيين ورؤساء المنظمات الدولية تقليديًا لحضور القمة والمشاركة في بعض، وليس كل، أنشطة قمة مجموعة الثماني.
كانت قمة مجموعة الثماني والتاسعة والثلاثين هي القمة الأولى والوحيدة لرئيس الوزراء الإيطالي إنريكو ليتا.

### المشاركين
- أعضاء مجموعة الثمانية الأساسية
 تظهر الدولة المضيفة والزعيم بنص غامق.

| عضو         | عضو                        | عنوان             | يتمثل ب             | صورة |
| ----------- | -------------------------- | ----------------- | ------------------- | ---- |
|             | كندا                       | رئيس الوزراء      | ستيفن هاربر         |      |
|             | فرنسا                      | الرئيس            | فرانسوا هولاند      |      |
|             | ألمانيا                    | المستشارة         | انجيلا ميركل        |      |
|             | إيطاليا                    | رئيس الوزراء      | إنريكو ليتا         |      |
|             | اليابان                    | رئيس الوزراء      | شينزو آبي           |      |
|             | روسيا                      | الرئيس            | فلاديمير بوتين      |      |
|             | المملكة المتحدة            | رئيس الوزراء      | ديفيد كاميرون       |      |
|             | الولايات المتحدة الأمريكية | الرئيس            | باراك اوباما        |      |
|             | الإتحاد الأوربي            | رئيس اللجنة       | خوسيه مانويل باروسو |      |
| رئيس المجلس | الإتحاد الأوربي            | هيرمان فان رومبوي |                     |      |

- المدعوون الضيوف (البلدان)

| عضو | عضو     | عنوان        | يتمثل ب    | صورة |
| --- | ------- | ------------ | ---------- | ---- |
|     | أيرلندا | رئيس الوزراء | ايندا كيني |      |

## جدول الأعمال

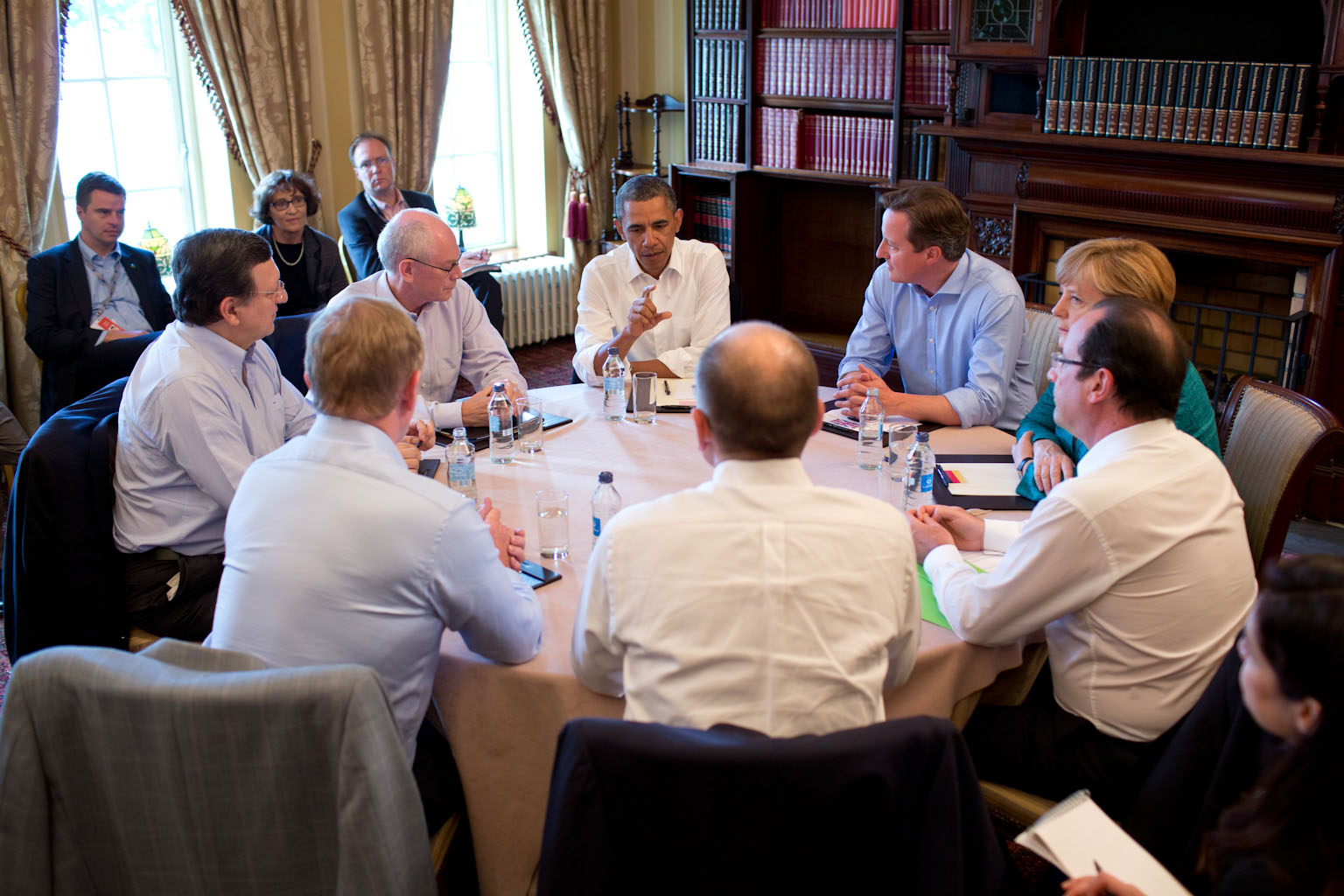
اجتماع شراكة التجارة والاستثمار عبر المحيط الأطلنطي في قمة مجموعة الثماني في 17 يونيو 2013.

كان التهرب الضريبي والشفافية من الموضوعات الرئيسية للقمة. ومع ذلك سيطرت الحرب الأهلية السورية على جدول الأعمال. وفقا لكاميرون كان أيضا القضية الأكثر صعوبة التي تمت معالجتها. يحدد الإعلان الذي وقّعت عليه الدول الثماني خطة من سبع نقاط لسوريا. حيث يدعو إلى مزيد من المساعدات الإنسانية، «زيادة الضغط الدبلوماسي» بهدف إجراء محادثات سلام، ودعم حكومة انتقالية، «تعلم دروس العراق» من خلال الحفاظ على المؤسسات العامة في سوريا، وتخليص البلاد من الإرهابيين، وإدانة استخدام المواد الكيميائية والأسلحة «من قبل أي شخص»، وغرس حكومة جديدة غير طائفية. وطالبوا بإجراء تحقيقات الأمم المتحدة في استخدام الأسلحة الكيميائية مع وعد بمعاقبة كل من استخدمها. على الرغم من أن الرئيس السوري بشار الأسد لم يذكر بالاسم في الإعلان، إلا أن كاميرون قال إنه «من غير المعقول» أن يبقى في السلطة.
تم التوصل إلى اتفاقات بشأن التهرب الضريبي العالمي ومشاركة البيانات. ووافقت دول مجموعة الثماني على قواعد صارمة بشأن ضريبة الشركات تسمح أحيانًا للشركات بتحويل الدخل من دولة إلى أخرى لتجنب الضرائب. واتفقوا على أنه يتعين على شركات «شل» الإفصاح عن مالكيها الحقيقيين، وأن يكون من السهل على أي دولة من دول مجموعة الثماني الحصول على هذه المعلومات. كذلك اتفقوا على أن يتم مشاركة المعلومات الضريبية للشركات والأفراد تلقائيًا للمساعدة في اكتشاف الاحتيال والتهرب الضريبي. تم تكليف منظمة التعاون الاقتصادي والتنمية بجمع البيانات حول كيفية تهرب الشركات متعددة الجنسيات من الضرائب.
اتفقت دول مجموعة الثماني على أنه يتعين على شركات النفط والغاز والتعدين الإبلاغ عن مدفوعاتها من الحكومة، وكذلك على الحكومة الإبلاغ عن الموارد التي تحصل عليها. ويهدف هذا الإجراء إلى مساعدة البلدان النامية في تحصيل الضرائب من شركات العالم الأول العاملة في أراضيها. كما تم التوقيع على إعلان بوقف دفع مطالب الفدية لضحايا الاختطاف.
خلال القمة أعلنت الولايات المتحدة والاتحاد الأوروبي (EU) أنهما سيدخلان في مفاوضات الصفقة التجارية. قال رئيس الوزراء الكندي ستيفن هاربر إن الاتحاد الأوروبي وكندا على وشك الانتهاء من اتفاق مماثل بعد سنوات من المفاوضات التي يجب ألا تتأثر بإعلان الولايات المتحدة والاتحاد الأوروبي.
كما عقد هاربر وأوباما اجتماعًا غير رسمي لمناقشة العلاقات الحدودية خلال القمة. وقال هاربر إنهم ناقشوا «مجموعة من القضايا الكندية الأمريكية المتوقعة، وبخاصة خط أنابيب كيستون».

## روابط خارجية
- قمة مجموعة الثماني من قبل الحكومة البريطانية
- قمة G8 معرض الصور الفوتوغرافية الرسمية
- جامعة تورنتو : مجموعة أبحاث G8 ، مركز معلومات G8